# Jean Herly
Jean Herly (Grosbliederstroff, França, 15 de setembro de 1920 - Bona, Alemanha, 17 de novembro de 1998) foi um diplomata e político francês, que foi também Ministro de Estado do Mónaco entre 1981 e 1985.
Foi embaixador da França na República Centro-Africana (1969–1973), Israel (1973–1977) e Marrocos (1978-1980), e embaixador do Mónaco na Suíça (1985-1991) e Alemanha (1991–1998).